# Gang (Gemeinde Mitterkirchen im Machland)
Gang ist eine Ortschaft in der Katastralgemeinde Langacker in Mitterkirchen im Machland.

## Beschreibung
Die Ortschaft Gang liegt auf 236 m ü. A. Mit Stichtag 1. Jänner 2024 wurde die Einwohnerzahl mit 21 angegeben.
Die Ortschaft grenzt im Nordwesten an die Mitterkirchner Ortschaft Wörth und im Norden und Osten an die Ortschaft Weisching, ebenfalls in der Marktgemeinde Mitterkirchen. Der bewohnbare Teil der Ortschaft wird durch den Machlanddamm von den unbewohnbaren Überflutungsflächen getrennt. Westlich der Ortschaft fließt der Aist-Mühlbach und südlich der Hüttinger Altarm.

## Geschichte
Eine erste urkundliche Erwähnung erfuhr die Siedlung wie folgt:

„1297 schenkte Herwick der Holzer von Klamm dem Abte Rapoto und seinem Kloster ein Lehen zu Weisching und eine Hofstatt zu Gang mit der Bedingung, dass der Guster alle Jahre eine Kerze machen lasse von zwei Pfund Wachs und dieselbe am Lichtmessfeste beim Frauenaltare aufstecke.“

1827 erwähnte Benedikt Pillwein die Siedlung als eine von 17 Ortschaften der Pfarre Mitterkirchen.
Das Landschaftsbild hat sich mit der Errichtung des Donaukraftwerks Wallsee-Mitterkirchen 1965 grundlegend geändert.